# Felicia Feldt
Anna Felicia Hume, känd under födelsenamnet Felicia Feldt, född 11 juli 1967 i Ängelholms församling i dåvarande Kristianstads län, är en svensk manusförfattare och författare. Hon blev känd då hon 2012 gav ut den självbiografiska boken Felicia försvann. Hon har även verkat under sina tidigare namn Felicia Kreuger och Felicia Wahlgren.

## Biografi
Feldt är dotter till styrmannen och konstnären Carsten Feldt och författaren Anna Wahlgren.

### Karriär
Felicia Feldt är utbildad dramatiker och manusförfattare och skrev manus till 1993 års julkalender om Pettson och Findus. Hon skolade sedan om sig till sjuksköterska och arbetade en tid inom sjukvården. Efter en tid återgick hon till skrivandet, har arbetat som manusförfattare och håller även föreläsningar.
I januari 2012 gav hon ut boken Felicia försvann, i vilken hon uttryckte besvikelse över sin uppväxt, moderns livsstil och uppfostringsmetoder. Hon kritiserade bland annat att hennes barndom gavs allmän insyn och att den beskrivits på felaktigt sätt. Boken ställde sig även kritisk till modern Anna Wahlgrens bruk av alkohol och hennes ständiga partnerbyten, vilka resulterade i en otrygg uppväxtmiljö.
På Cancerfondens sida berättar hon under privata namnet Felicia Hume om sorgen och relationen till systern Sara Danius som avled i cancer hösten 2019.

### Familj
Felicia Feldt är den tredje i moderns barnaskara på nio och är helsyster till spelutvecklaren Linus Feldt. Vidare är hon yngre halvsyster till framlidna litteraturvetaren Sara Danius och äldre halvsyster till kokboksförfattaren Eleonora von Essen. Hon är också dotterdotter till byggmästaren Harry Karlsson samt halvsysterdotter till fotografen Stig T. Karlsson och byggmästaren Sven-Harry Karlsson.
Felicia Feldt har fyra barn. I ett förhållande i unga år fick hon en dotter (född 1985) och en son (född 1988). Första gången var hon sedan gift 1992–1996 med Per Johansson (född 1955) och fick med honom en dotter (född 1993). Andra gången var hon gift 1996–2000 med Martin Kreuger (född 1967 och bror till låtskrivaren David Kreuger), med vilken hon fick en son (född 1997). Tredje gången gifte hon sig 2012 med David Hume (född 1963), som är engagerad i styrelsen för hennes firma Felicia Feldt AB.